# دوسن هودسون
دوسن هودسون (بالإنجليزية: Dawson Hodgson)‏ هو محامي وسياسي أمريكي، ولد في 10 يوليو 1978. حزبياً، نشط في الحزب الجمهوري. وقد انتخب عضو مجلس ولاية رود آيلاند.